# Alexander Stepanowitsch Antonow
Alexander Stepanowitsch Antonow (russisch Алекса́ндр Степа́нович Анто́нов; * 26. Julijul. / 7. August 1889greg. in Moskau; † 24. Juni 1922 in Nischni Schibrjai) war der Anführer des Bauernaufstands von Tambow während des Russischen Bürgerkriegs.
Antonow war seit 1906 Mitglied der Partei der Sozialrevolutionäre. Die Februarrevolution 1917 befreite ihn, wie andere politische Gefangene aus der Haft. Er war wegen des Überfalls auf ein Büro für Eisenbahnfahrkarten verhaftet worden. Er ging nach seiner Freilassung nach Kirsanow, einer Stadt in der Oblast Tambow und diente dort der Provisorischen Regierung Kerenskis als Polizeichef. Im April 1918 brach er mit den durch die Oktoberrevolution an die Macht gekommenen Bolschewiki und ging in den Untergrund.
In den beiden folgenden Jahren führte Antonow eine bewaffnete Guerillagruppe, die Funktionäre der Bolschewiki tötete. Dabei zielten sie insbesondere auf solche, die mit der Einziehung von Rekruten zur Roten Armee und der Zwangsrequirierung von Nahrungsmitteln auf dem Land betraut waren. Als die Bauern in der Oblast Tambow im August 1920 sich den Behörden mit Waffengewalt widersetzten, übernahm er nach einiger Zeit die Führung der Rebellen.
Nachdem der Aufstand im Sommer 1921 von Truppen der Roten Armee niedergeschlagen worden war, zog sich Antonow wieder in den Untergrund zurück. Er wurde am 24. Juni 1922 in dem Dorf Nischni Schibrjai, das ein paar Kilometer nordöstlich von Uwarowo liegt, von Einheiten der Tscheka gestellt und zusammen mit seinem Bruder nach einem einstündigen Feuergefecht erschossen.